# Senwosretanch
Senwosretanch (auch Sesostrisanch) war ein hoher, unter Sesostris I. amtierende altägyptischer Beamter. Er trug verschiedene Titel, wie „Mitglied der Elite“, „Erster an Aktion“, „Vorlesepriester“, „Sem-Priester“, „Priester des Sokar“ und „Größter der Leiter der Handwerker im Doppelhaus“ und „Priester des Ptah“. Vor allem wegen letzterer Titelkombination ist vermutet worden, dass sein Hauptamt das des Hohepriesters des Ptah war. Daneben trug er auch den Titel eines „königlichen Baumeisters“ (Mdḥ-qdt-nsw). Dieter Arnold vermutet daher, dass er der Architekt der Pyramide von Sesostris I. war.

## Belege
Senwosretanch ist bisher nur von seinem Grab nordöstlich der Sesostris-I.-Pyramide in El-Lischt bekannt. Hierbei handelt es sich um die größte hier gefundene Mastaba. Die eigentliche Mastaba war etwa 12 × 22,7 m groß und an der Außenseite mit einer Palastfassade dekoriert. Der Bau hatte wahrscheinlich nur einen Innenraum, der als Kultkapelle diente. Die Mastaba war von drei Mauern umgeben. Die äußere bestand aus Lehmziegeln und maß 50,5 × 92,3 m. An der Ostseite befand sich der Eingang. Eine weitere Mauer war etwa 68 × 38 m groß und hatte im Osten, an der Eingangsseite einen pylonartigen Bau. Sie war als Palastfassade mit Nischen gestaltet. Die innerste Mauer war aus Stein erbaut und ca. 40 × 30 m groß, wobei sich der umschlossene Bereich im hinteren Teil, dort wo die Mastaba stand, verbreiterte (im Plan ähnelt die Mauer deshalb einem T).
Der Eingang zur Grabkammer lag nördlich der Mastaba. Über einen absteigenden Gang führt dieser nach etwa 10 m geradlinig in die Grabkammer, wurde aber von vier von oben kommenden Fallsteinen gesichert. Die Grabkammer ist 2,62 × 5,46 m groß und war mit Pyramidentexten dekoriert. Der Sarkophag bestand aus einer speziell gemauerten Grube in der Grabkammer mit einem Deckel aus Kalkstein. In dieser Grube befand sich einst wahrscheinlich ein innerer hölzerner Sarg. Die Wände um die Sarkophaggrube sind mit einer gemalten Palastfassade dekoriert.
Die Grabkammer wurde beraubt aufgefunden, wobei die Grabräuber nicht über den stark blockierten Eingang in das Grab gelangten, sondern einen Tunnel in die Grabkammer gegraben hatten.